# Brands Hatch
Brands Hatch is een racecircuit in Kent (Engeland). Het circuit wordt gebruikt voor onder andere de A1 GP, MotoGP en de DTM.
Het circuit was oorspronkelijk een motorracebaan en werd in 1949 omgebouwd naar het kortere Indy-formaat. Het was een erg populair circuit, maar veel te gevaarlijk voor Formule 1. Begin jaren vijftig werd het parcours verlengd, de rijrichting werd gewijzigd en er kwam een tribune.
In 1964 kreeg het Kentse circuit zijn eerste Formule 1 Grand Prix (gewonnen door Jim Clark). Er zouden er nog dertien volgen. Jo Siffert verloor er het leven bij een kettingbotsing in een snelle, omlaag lopende rechterbocht, de Paddock Hill Bend. Sinds 1986 wijkt men voor Formule 1 uit naar het veiligere Silverstone.
Op 3 augustus 2008 crashte de Engelse motorcoureur Craig Jones in Clark Curve tijdens een Supersport race. Hij overleed de volgende dag aan zijn verwondingen.
Op 19 juli 2009 overleed Henry Surtees tijdens de Formule 2 race op het Brands Hatch circuit door een los gevlogen wiel van de eerder gecrashte Jack Clarke.

## Overleden
- Jo Siffert (1936-1971), formule-1 coureur